# Дейвид Листма
Дейвид Корнел Листма (на английски: David Cornell Leestma) е американски астронавт, участник в три космически полета.

## Образование
Дейвид Листма завършва колеж в Тъстин, Калифорния през 1967 г. През 1971 г. се дипломира като бакалавър по аерокосмическо инженерство и първенец на випуска във Военноморската академия на САЩ в Анаполис, Мериленд. През 1971 г. става магистър по същата специалност в Института за следдипломна квалификация на USN в Монтерей, Калифорния.

## Военна кариера
Листма става морски летец през октомври 1973 г. Зачислен е в бойна ескадрила 124 (VF-124) в Сан Диего, Калифорния. Лети на самолет F-14A Tomcat. През 1977 г. е назначен за заместник-командир на бойна ескадрила 32 (VF-32), базирана на самолетоносача USS John F. Kennedy (CV-67). В кариерата си има повече от 3500 полетни часа, от които над 1500 часа на F-14.

## Служба в НАСА
Дейвид Листма е избран за астронавт от НАСА на 29 май 1980 г., Астронавтска група №9. Той е взел участие в три космически полета. По време на първата си мисия, Листма извършва космическа разходка с продължителност три и половина часа.

### Полети
| Космически полети на Дейвид Корнел Листма                      | Космически полети на Дейвид Корнел Листма | Космически полети на Дейвид Корнел Листма | Космически полети на Дейвид Корнел Листма | Космически полети на Дейвид Корнел Листма | Космически полети на Дейвид Корнел Листма | Космически полети на Дейвид Корнел Листма |
| №                                                              | Дата                                      | КК                                        | Емблема на мисията                        | Функции                                   | Продължителност                           |                                           |
| -------------------------------------------------------------- | ----------------------------------------- | ----------------------------------------- | ----------------------------------------- | ----------------------------------------- | ----------------------------------------- | ----------------------------------------- |
| 1                                                              | 5 октомври 1984                           | „Чалънджър“, мисия STS-41G                |                                           | Специалист на мисията                     | 8 денонощия 05 часа 23 мин. 33 сек.       |                                           |
| 2                                                              | 8 август 1989                             | „Колумбия“, мисия STS-28                  |                                           | Специалист на мисията                     | 5 денонощия 01 час 00 мин. 08 сек.        |                                           |
| 3                                                              | 24 март 1992                              | „Атлантис“, мисия STS-45                  |                                           | Специалист на мисията                     | 8 денонощия 22 часа 09 мин. 28 сек.       |                                           |
| Сумарно време в космоса – 22 денонощия 04 часа 32 мин. 09 сек. |                                           |                                           |                                           |                                           |                                           |                                           |

## Награди
- Медал за доблестна служба;
- Медал за отлична служба;
- Легион за заслуги;
- Летателен кръст за заслуги;
- Медал за похвална служба;
- Медал за участие в националната отбрана;
- Медал на НАСА за участие в космически полет (1984, 1989 и 1992).